# Stenobelodon
Stenobelodon és un gènere extint de mamífers proboscidis de la família dels gomfotèrids. L'espècie tipus, S. floridanus, va ser descrit originalment com Mastodon (Trilophodon) floridanus, però posteriorment va ser assignat a Amebelodon, abans de ser eventualment reassignat al seu propi gènere el 2023.